# Nicolas Hague
Nicolas "Nic" Hague, född 5 december 1998, är en kanadensisk professionell ishockeyback som spelar för Vegas Golden Knights i National Hockey League (NHL). Han har tidigare spelat för Chicago Wolves i American Hockey League (AHL) och Mississauga Steelheads i Ontario Hockey League (OHL).
Hague draftades av Vegas Golden Knights i andra rundan i 2017 års draft som 34:e spelare totalt.

## Statistik
| 2012–2013  | Kitchener Jr. Rangers  | AH         | 2   | 0  | 0  | 0   | 0   | —  | — | —  | —  | —  |
| 2013–2014  | Kitchener Jr. Rangers  | AH         | 34  | 4  | 14 | 18  | 44  | 18 | 4 | 13 | 17 | 24 |
| 2014–2015  | Kitchener Dutchmen     | GOJHL      | 43  | 3  | 8  | 11  | 70  | 10 | 3 | 9  | 12 | 20 |
| 2015–2016  | Mississauga Steelheads | OHL        | 66  | 14 | 10 | 24  | 84  | 7  | 0 | 2  | 2  | 13 |
| 2016–2017  | Mississauga Steelheads | OHL        | 65  | 18 | 28 | 46  | 107 | 18 | 1 | 11 | 12 | 19 |
| 2017–2018  | Mississauga Steelheads | OHL        | 67  | 35 | 43 | 78  | 105 | 6  | 0 | 4  | 4  | 12 |
|            | Chicago Wolves         | AHL        | 5   | 0  | 1  | 1   | 7   | 3  | 0 | 0  | 0  | 4  |
| 2018–2019  | Chicago Wolves         | AHL        | 75  | 13 | 19 | 32  | 38  | 22 | 4 | 7  | 11 | 31 |
| 2019–2020  | Vegas Golden Knights   | NHL        | 1   | 0  | 0  | 0   | 10  | —  | — | —  | —  | —  |
| NHL totalt | NHL totalt             | NHL totalt | 1   | 0  | 0  | 0   | 10  | —  | — | —  | —  | —  |
| AHL totalt | AHL totalt             | AHL totalt | 80  | 13 | 20 | 33  | 45  | 25 | 4 | 7  | 11 | 35 |
| OHL totalt | OHL totalt             | OHL totalt | 198 | 67 | 81 | 148 | 296 | 31 | 1 | 17 | 18 | 44 |

### Internationellt
| Källa: Uppdaterad: 2019-10-05 | Källa: Uppdaterad: 2019-10-05 | Källa: Uppdaterad: 2019-10-05 |         | Utv = Utvisningsminuter | Utv = Utvisningsminuter | Utv = Utvisningsminuter | Utv = Utvisningsminuter | Utv = Utvisningsminuter |
| År                            | Lag                           | Mästerskap                    | Matcher | Mål                     | Assists                 | Poäng                   | Utv                     |                         |
| ----------------------------- | ----------------------------- | ----------------------------- | ------- | ----------------------- | ----------------------- | ----------------------- | ----------------------- | ----------------------- |
| 2016                          | Kanada                        | JVM                           | 7       | 0                       | 2                       | 2                       | 4                       |                         |
| Junior totalt                 | Junior totalt                 | Junior totalt                 | 7       | 0                       | 2                       | 2                       | 4                       |                         |